# Silvia D'Amico
Silvia D'Amico (Roma, 4 maggio 1986) è un'attrice italiana.

## Biografia
Diplomata all'Accademia nazionale d'arte drammatica nel 2009, dopo aver lavorato a teatro, ha esordito al cinema con Il rosso e il blu di Giuseppe Piccioni nel 2012. Ha partecipato alla commedia corale Fino a qui tutto bene di Roan Johnson, per il quale ha ricevuto una menzione speciale legato al premio Guglielmo Biraghi del Sindacato Nazionale Giornalisti Cinematografici Italiani.
Nel 2014 prende parte alla fiction Questo nostro amore 70 nel ruolo di Adele Bassi.
Nel 2015 partecipa al film Non essere cattivo di Claudio Caligari e la sua performance è stata apprezzata dalla critica della Mostra del Cinema di Venezia.
Nel 2016 prende parte alla fiction Squadra antimafia - Il ritorno del boss, nel ruolo di Rosalia Bertinelli.

## Filmografia

### Cinema
- Scene da Monicelli, regia di Cinzia TH Torrini (2011)
- Il rosso e il blu, regia di Giuseppe Piccioni (2012)
- Anni felici, regia di Daniele Luchetti (2013)
- Fino a qui tutto bene, regia di Roan Johnson (2014)
- Non essere cattivo, regia di Claudio Caligari (2015)
- Orecchie, regia di Alessandro Aronadio (2016)
- Raccontare Venezia, regia di Wilma Labate (2017)
- The Place, regia di Paolo Genovese (2017)
- Finché c'è prosecco c'è speranza, regia di Antonio Padovan (2017)
- Diva!, regia di Francesco Patierno (2017)
- Hotel Gagarin, regia di Simone Spada (2018)
- L'ospite, regia di Duccio Chiarini (2018)
- Non sono un assassino, regia di A. Zaccariello (2018)
- Il colpo del cane, regia di Fulvio Risuleo (2019)
- Brave ragazze, regia di Michela Andreozzi (2019)
- L'uomo senza gravità, regia di Marco Bonfanti (2019)
- Il regno, regia di Francesco Fanuele (2020)
- Va bene così, regia di Francesco Marioni (2021)
- Margini, regia di Niccolò Falsetti (2022)
- Acqua e anice, regia di Corrado Ceron (2022)
- Comandante, regia di Edoardo De Angelis (2023)
- Ari-cassamortari, regia di Claudio Amendola (2024)
- L'invenzione di noi due, regia di Corrado Ceron (2024)
- Il mio compleanno, regia di Christian Filippi (2024)

### Televisione
- Vi perdono ma inginocchiatevi, regia di Claudio Bonivento – film TV (2012)
- Questo nostro amore – serie TV, 6 episodi (2014)
- I delitti del BarLume – serie TV, episodio 2x01 (2015)
- Squadra antimafia - Il ritorno del boss – serie TV (2016)
- Marta - Il delitto della Sapienza, regia di Simone Manetti – docu-drama (2021) - voce
- A casa tutti bene - La serie – serie TV, 16 episodi (2021-2023)
- Christian – serie TV, 12 episodi (2022-2023)
- L'Ora - Inchiostro contro piombo, regia di Piero Messina, Ciro D'Emilio, Stefano Lorenzi – miniserie TV (2022)
- Illuminate: Maria Callas, regia di Matteo Raffaelli – docufilm (2023)
- Quei due: Edda e Galeazzo Ciano, regia di Wilma Labate – documentario (2023)
- Piedone - Uno sbirro a Napoli, regia di Alessio Maria Federici – miniserie TV, 4 episodi (2024)

### Cortometraggi
- Il fischietto, regia di Lamberto Sanfelice (2011)
- Sei sull'autobus, regia di Sergio Rubini (2012)
- I due ghiri e la Sirena, regia di Simone la Rocca (2012)

## Teatro
- La morte di Lucullo, regia Renato Carpentieri (2007)
- Nozze di sangue, regia Walter Manfrè (2008)
- Whale Music, regia Massimiliano Farau (2009)
- Amleto, regia Valentina Rosati (2010)
- La città perfetta, regia Mario Gelardi (2010)
- Sogno di una notte d'estate, regia Carlo Cecchi (ruolo Puck) (2010-2012)
- Benji, regia Valentina Rosati (2012)
- L'amore, il vento, la fine del mondo, regia Francesco Lagi (2012)
- Guerra, regia Marinella Anaclerio (2013)
- L'amante, progetto ANAD a cura di Arturo Cirillo (2013)
- Le anime morte, regia Francesco Lagi (2013)
- La vodka si addice a Elettra, regia Valentina Rosati (2014)
- Pier Paolo, regia Giorgio Barberio Corsetti (2014)
- Ritratto di una capitale, regia Fabrizio Arcuri (2014)

## Riconoscimenti
- Nastro d'argento
  - 2015 – Menzione speciale del Premio Guglielmo Biraghi per Fino a qui tutto bene[5]